# 石神愛子
石神 愛子（いしがみ あいこ、1986年8月15日 - ）は、名古屋テレビ放送（メ〜テレ）のアナウンサー。

## 略歴・人物
- 岐阜県本巣郡北方町出身、身長167cm、血液型A型。北方町立北方中学校[1]、岐阜県立岐阜北高等学校、東京女子大学卒業。2009年4月、鹿児島テレビに入社（同期は庄村奈津美）。2014年3月で退社し、2014年4月名古屋テレビ放送に移籍した。
- 趣味はお昼寝、温泉と神社めぐり。特技は社交ダンス。
- FNS27時間テレビにFNS27局歌下手王者決定戦に鹿児島テレビ代表として参戦、いきものがかりのありがとうを歌い、FNS27の神7に入った（5位入賞）。また同番組中で岡村隆史のファンであることを明かし、岡村に特技の社交ダンスを見せるなどしていた。

- 2021年10月25日結婚した事をブログで発表、instagramを開始した。[2]。
- 2023年7月21日第1子を妊娠中である事をアップ!のエンディングで発表した。[3]。

- 2023年8月4日アップ!のエンディングでこの日の出演をもって産休入りの為アップ!の休演を発表[4]。
- 2025年4月産休・育休より復帰した。[5]。

## 現在の担当番組
- メ〜テレNEWS（不定期）
- ドデスカ+（2025年4月22日-、火曜日フィールドキャスター）

## 過去の担当番組
鹿児島テレビアナウンサー時代
- デルフォイの神託
- げっきん!かごしま（リポーター）
- KTSスーパーニュース
- げっきん!LIVE4 ゆうテレ
- KTSニュース

名古屋テレビアナウンサー時代
- おぎやはぎのハピキャン 〜キャンプはじめてみました〜（ナレーション、開始～2023年7月14日）
- UP!→アップ!

　月曜・火曜・木曜　サブキャスター
　　　　　　金曜　メインキャスター